# Östra Ringlet
Östra Ringlet är en sjö i Arvidsjaurs kommun i Lappland och ingår i Byskeälvens huvudavrinningsområde. Sjön har en area på 0,112 kvadratkilometer och ligger 371 meter över havet. Östra Ringlet ligger i Byskeälven Natura 2000-område.

## Delavrinningsområde
Östra Ringlet ingår i det delavrinningsområde (728173-165609) som SMHI kallar för Utloppet av Östra Ringlet. Medelhöjden är 377 meter över havet och ytan är 0,75 kvadratkilometer. Det finns inga avrinningsområden uppströms utan avrinningsområdet är högsta punkten. Vattendraget som avvattnar avrinningsområdet har biflödesordning 2, vilket innebär att vattnet flödar genom totalt 2 vattendrag innan det når havet efter 151 kilometer. Avrinningsområdet består mestadels av skog (16 procent). Avrinningsområdet har 0,11 kvadratkilometer vattenytor vilket ger det en sjöprocent på 14,3 procent. Bebyggelsen i området täcker en yta av 0,47 kvadratkilometer eller 62 procent av avrinningsområdet.